# Pedro Martínez (Tennisspieler)
Pedro Martínez Portero (* 26. April 1997 in Alzira) ist ein spanischer Tennisspieler.

## Karriere
Pedro Martínez begann mit fünf Jahren Tennis zu spielen. Bereits auf der Junior Tour feierte er erste Erfolge. 2014 stand er in den Hauptfeldern von drei der vier Grand-Slam-Turniere der Junioren. Im Doppel der Australian Open erreichte er mit dem Halbfinale sein bestes Resultat. In der Junior-Weltrangliste erreichte er im Januar 2015 den 16. Rang und damit seine beste Notierung.
Regelmäßig trat Martínez ab 2015 bei den Profis in Erscheinung und spielte dort zunächst Turniere der drittklassigen ITF Future Tour. Mitte des Jahres erreichte er zugleich zwei Finals nacheinander. Im Doppel gewann er bis Ende des Jahres fünf Future-Titel. Das Jahr beendete er im Einzel auf Platz 678 und im Doppel auf Platz 553 der Weltrangliste. 2016 gewann er vier Fututures aus sechs Finals und konnte so Ende des Jahres auch an den höherdotierten Challengers teilnehmen. Dort schaffte er in Meknès mit seinem Halbfinaleinzug einen ersten Achtungserfolg. In der Weltrangliste stand er so jeweils knapp außerhalb der Top 300. Im Jahr 2017 schaffte es Martínez weitere drei Future-Titel im Einzel zu gewinnen, blieb aber bei Challengers weniger erfolgreich und stagnierte so in der Weltrangliste. Im Doppel gewann er acht Futures und erreichte außerdem das Challenger-Finale in Pune, sodass er Ende des Jahres auf Platz 208 stand.
2018 stand er in Bangkok das zweite Mal in einem Challenger-Finale, wo er erneut unterlag. In Marrakesch schaffte der Spanier durch eine erfolgreiche Qualifikation sein Debüt auf der ATP World Tour. Dort unterlag er zum Auftakt João Sousa. Im Juli 2018 gewann er seinen ersten Challenger-Titel in Båstad, wo er im Finale den Franzosen Corentin Moutet besiegte. Im September 2018 konnte Martínez an der Seite seines Landsmanns Gerard Granollers auch im Doppel seinen ersten Challenger-Titel in Sevilla gewinnen, sie schlugen in einem ausschließlich spanischen Finale Daniel Gimeno Traver und Ricardo Ojeda Lara. In diesem Jahr stand er zudem beim Challenger in Barcelona im Einzel- und beim Challenger in Tiburon im Doppelfinale.
Im April 2019 unterlag Martínez sowohl im Einzel- als auch im Doppelfinale von Alicante seinen Finalgegnern. Im polnischen Posen erreichte er mit seinem Doppelpartner Mark Vervoort das Finale, in dem sie sich der Paarung Andrea Vavassori und David Vega Hernández geschlagen geben mussten. In Sevilla konnte er mit Gerard Granollers seinen Vorjahreserfolg  durch einen Sieg gegen Kimmer Coppejans und Sergio Martos Gornés wiederholen.
Nachdem er 2020 bei den French Open in der Einzelkonkurrenz die dritte Runde erreicht hatte, in der er gegen Sebastian Korda verloren hatte, erreichte Martínez erstmals die Top 100 der Weltrangliste. In Alicante verlor er wie im Jahr zuvor das Einzelfinale. Am Ende der Saison konnte er in Marbella Einzel und Doppel für sich entscheiden.
Bei den French Open 2021 erreichte der Spanier mit Pablo Andújar das Halbfinale, in dem sie dem kasachischen Doppel Alexander Bublik und Andrei Golubew unterlagen. Durch dieses Ergebnis konnte er sich auch in der Doppel-Weltrangliste zum ersten Mal in den Top 100 platzieren. Auch in Umag und in Kitzbühel erreichte er mit verschiedenen Partnern die Halbfinals im Doppel. In Kitzbühel erreichte er zudem erstmals ein Finale auf der ATP Tour, wo er eine Niederlage gegen den Norweger Casper Ruud einstecken musste.

## Erfolge
| Legende (Anzahl der Siege) |
| Grand Slam                 |
| ATP Finals                 |
| ATP Tour Masters 1000      |
| ATP Tour 500               |
| ATP Tour 250 (2)           |
| ATP Challenger Tour (11)   |

| ATP-Titel nach Belag |
| Hartplatz (0)        |
| Sand (2)             |
| Rasen (0)            |

### Einzel

#### Turniersiege

##### ATP Tour
| Nr. | Datum            | Turnier           | Belag | Finalgegner    | Ergebnis      |
| --- | ---------------- | ----------------- | ----- | -------------- | ------------- |
| 1.  | 27. Februar 2022 | Santiago de Chile | Sand  | Sebastián Báez | 4:6, 6:4, 6:4 |

##### ATP Challenger Tour
| Nr. | Datum              | Turnier    | Belag         | Finalgegner             | Ergebnis      |
| --- | ------------------ | ---------- | ------------- | ----------------------- | ------------- |
| 1.  | 14. Juli 2018      | Båstad     | Sand          | Corentin Moutet         | 7:65, 6:4     |
| 2.  | 1. November 2020   | Marbella   | Sand          | Jaume Munar             | 7:64, 6:2     |
| 3.  | 11. September 2021 | Sevilla    | Sand          | Roberto Carballés Baena | 6:4, 6:1      |
| 4.  | 29. Oktober 2023   | Brest      | Hartplatz (i) | Benjamin Bonzi          | 7:66, 7:61    |
| 5.  | 3. Dezember 2023   | Maspalomas | Sand          | Kilian Feldbausch       | 6:4, 4:6, 6:3 |
| 6.  | 31. März 2024      | Girona     | Sand          | Radu Albot              | 7:5, 6:4      |
| 7.  | 13. Oktober 2024   | Valencia   | Sand          | Jaime Faria             | 6:1, 6:3      |

#### Finalteilnahmen
| Nr. | Datum         | Turnier   | Belag | Finalgegner    | Ergebnis      |
| --- | ------------- | --------- | ----- | -------------- | ------------- |
| 1.  | 31. Juli 2021 | Kitzbühel | Sand  | Casper Ruud    | 1:6, 6:4, 3:6 |
| 2.  | 7. April 2024 | Estoril   | Sand  | Hubert Hurkacz | 3:6, 4:6      |

### Doppel

#### Turniersiege

##### ATP Tour
| Nr. | Datum         | Turnier   | Belag | Partner        | Finalgegner            | Ergebnis         |
| --- | ------------- | --------- | ----- | -------------- | ---------------------- | ---------------- |
| 1.  | 30. Juli 2022 | Kitzbühel | Sand  | Lorenzo Sonego | Tim Pütz Michael Venus | 5:7, 6:4, [10:8] |

##### ATP Challenger Tour
| Nr. | Datum              | Turnier     | Belag | Partner                | Finalgegner                             | Ergebnis          |
| --- | ------------------ | ----------- | ----- | ---------------------- | --------------------------------------- | ----------------- |
| 1.  | 7. September 2018  | Sevilla (1) | Sand  | Gerard Granollers      | Daniel Gimeno Traver Ricardo Ojeda Lara | 6:0, 6:2          |
| 2.  | 14. September 2019 | Sevilla (2) | Sand  | Gerard Granollers      | Kimmer Coppejans Sergio Martos Gornés   | 7:5, 6:4          |
| 3.  | 31. Oktober 2020   | Marbella    | Sand  | Gerard Granollers      | Luis David Martínez Fernando Romboli    | 6:3, 6:4          |
| 4.  | 9. September 2023  | Sevilla (3) | Sand  | Alberto Barroso Campos | N. Sriram Balaji Fernando Romboli       | 3:6, 7:65, [11:9] |

#### Finalteilnahmen

##### ATP Tour
| Nr. | Datum            | Turnier        | Belag | Partner     | Finalgegner               | Ergebnis |
| --- | ---------------- | -------------- | ----- | ----------- | ------------------------- | -------- |
| 1.  | 22. Februar 2025 | Rio de Janeiro | Sand  | Jaume Munar | Rafael Matos Marcelo Melo | 2:6, 5:7 |

## Abschneiden bei Grand-Slam-Turnieren

### Einzel
| Turnier         | 2018 | 2019 | 2020 | 2021 | 2022 | 2023 | 2024 | 2025 | Karriere |
| --------------- | ---- | ---- | ---- | ---- | ---- | ---- | ---- | ---- | -------- |
| Australian Open | —    | Q3   | 2    | 3    | 2    | 1    | Q1   | 2    | 3        |
| French Open     | Q1   | 1    | 3    | 2    | 1    | 1    | 2    | 1    | 3        |
| Wimbledon       | —    | Q2   |      | 3    | 1    | Q1   | 1    | 3    | 3        |
| US Open         | Q3   | Q3   | 1    | 2    | 1    | Q1   | 2    |      | 2        |

Zeichenerklärung: S = Turniersieg; F, HF, VF, AF = Einzug ins Finale / Halbfinale / Viertelfinale / Achtelfinale; 1, 2, 3 = Ausscheiden in der 1. / 2. / 3. Hauptrunde; Q1, Q2, Q3 = Ausscheiden in der 1. / 2. / 3. Qualifikationsrunde; nicht ausgetragen

### Doppel
| Turnier         | 2020 | 2021 | 2022 | 2023 | 2024 | 2025 | Karriere |
| --------------- | ---- | ---- | ---- | ---- | ---- | ---- | -------- |
| Australian Open | —    | 1    | AF   | 1    | —    | AF   | AF       |
| French Open     | 1    | HF   | 1    | —    | 1    | 1    | HF       |
| Wimbledon       |      | 1    | 2    | —    | 2    | 2    | 2        |
| US Open         | —    | 1    | 1    | —    | 1    |      | 1        |